# Gemeiner Wert
Der gemeine Wert ist im Steuerrecht der unter marktüblichen Umständen erzielbare Marktpreis eines Wirtschaftsgutes.

## Deutschland
Es handelt sich um einen objektiven Vermögenswert, der als Bruttowert die Umsatzsteuer beinhaltet. Der gemeine Wert ist ein bestimmter Rechtsbegriff, für den es in § 9 Bewertungsgesetz (BewG) eine Legaldefinition gibt. Danach wird er durch den Preis bestimmt, der im gewöhnlichen Geschäftsverkehr nach der Beschaffenheit des Wirtschaftsgutes bei einer Veräußerung zu erzielen wäre. Dabei sind alle Umstände, die den Preis beeinflussen, zu berücksichtigen. Ungewöhnliche oder persönliche Verhältnisse sind nicht zu berücksichtigen. Der gemeine Wert ist ein Bruttowert, der auch die Umsatzsteuer beinhaltet. Weist der Steuerpflichtige bei Immobilien- bzw. Grundbesitz nach, dass der gemeine Wert der wirtschaftlichen Einheit am Bewertungsstichtag niedriger ist als der nach den §§ 179, § 182 bis § 196 BewG (vom Finanzamt durch ein typisiertes Verfahren) ermittelte Wert, so ist dieser Wert anzusetzen. Für den Nachweis des niedrigeren gemeinen Werts gelten grundsätzlich die aufgrund § 199 Abs. 1 Baugesetzbuch erlassenen Vorschriften; dies sind die am 1. Januar 2022 in Kraft getretene ImmoWertV in Verbindung mit den Muster-Anwendungshinweisen zur Immobilienwertermittlungsverordnung (ImmoWertV-Anwendungshinweise – ImmoWertA).
Der gemeine Wert ist bei Betriebsaufgabe für nicht veräußerte Wirtschaftsgüter anzusetzen (§ 16 Abs. 3 Satz 7 EStG). Im Zusammenhang mit dem Teilwert bildet der gemeine Wert dessen Untergrenze (mindestens die Materialkosten), während die Wiederbeschaffungskosten die Obergrenze des Teilwerts darstellen.

## Österreich
Der Begriff gemeiner Wert deckt sich in Österreich mit dem Sprachgebrauch in Deutschland und ist im österreichischen Bewertungsgesetz geregelt.
Während bei Ermittlung des Teilwertes die Wiederbeschaffungskosten (VwGH 20. Oktober 1971, 1055/69, das von einem Beschaffungsmarkt ausgeht) im Vordergrund stehen, ergibt sich der gemeine Wert aus einem Marktwert ohne Zusammenhang mit einem Betrieb und entspricht dem Liquidationswert bei Einzelveräußerung. Der gemeine Wert ist ein Verkaufswert und schließt die Anschaffungsnebenkosten nicht mit ein, während der Teilwert diese beinhaltet. Ungewöhnliche und persönliche Verhältnisse sind bei Ermittlung des gemeinen Wertes auszuschalten (§ 10 Abs. 2 und 3 BewG 1955). Der gemeine Wert beinhaltet auch die Umsatzsteuer.